# Bolborhachium edithae
Bolborhachium edithae är en skalbaggsart som beskrevs av Henry Fuller Howden 1985. Bolborhachium edithae ingår i släktet Bolborhachium och familjen Bolboceratidae. Inga underarter finns listade.